# Pensatore (DC Comics)
Pensatore (Thinker) è un personaggio dei fumetti, il nome di cinque supercriminali dell'Universo DC.

## Biografia del personaggio

### Clifford DeVoe
Clifford DeVoe fu un avvocato fallito che terminò la sua carriera nel 1933. Capendo che molti dei criminali che incontrò avevano le abilità ma non il cervello per governare il sottosuolo di Gotham City, cominciò una nuova carriera come il cervello dietro i piccoli criminali. Come Pensatore, fu sconfitto dal Jay Garrick, successivamente da Flash che presto divenne il suo nemico più ricorrente. Cercò sempre molti dispositivi scientifici da utilizzare, e quello più importante fu il "Cappello Pensante", un cappello metallico che poteva emettere forze mentali. Il Pensatore fece uso di questo dispositivo ripetutamente nel corso degli anni.
Il Pensatore fu membro della Società dell'Ingiustizia, e, insieme al Violinista e all'Ombra, fu l'uomo dietro l'abduzione lunga decenni di Keystone City e del Flash originale, dopo di che fu sconfitto dai Flash di due epoche. Il suo "tempo in animazione sospesa" in Keystone mantenne il Pensatore giovane per anni, e poté, quindi, continuare la sua carriera nel corso dell'epoca moderna.
In anni recenti, tuttavia, DeVoe accettò una missione con la Squadra Suicida in cambio di un pieno perdono. Sebbene sembrò che fosse stato ucciso da Weasel durante la missione, si scoprì che era vivo, ma che morì di cancro poco dopo. Il suo ex nemico, Jay Garrick assieme a Barry Allen, tentarono di salvarlo con il Cappello Pensante, ma DeVoe rifiutò, preferendo riposare in pace.
Il primo Pensatore è morto, ma la sua eredità sopravvisse con Cliff Carmichael, che utilizzò la sua tecnologia, e l'intelligenza artificiale che fu basata sul modello del suo cervello.

### Cliff Carmichael
Clifford "Cliff" Carmichael fu un bullo intellettuale, e rivale di Ronald Raymond (una delle metà di Firestorm) alla Vandemeer University. Tormentato dai sensi di colpa per aver accidentalmente paralizzato suo cugino, fu internato in un istituto mentale. Per alcune ragioni, alcuni scienziati cominciarono a fare degli esperimenti con l'ora abbandonato Cappello Pensante del primo Pensatore (che si credeva fosse morto, all'epoca), e utilizzarono Carmichael come cavia. Cliff lo utilizzò per vedere com'era fatto all'interno e migliorarne il design. Impiantando una versione in microchip del cappello nel suo cervello, Cliff divenne un maniaco cyberpunk, con poteri metaumani. Come nuovo Pensatore, fu arruolato nella Squadra Suicida per numerose missioni quando tentò di uccidere Oracolo e Amanda Waller, finché non li tradì per il criminale Cabal. Ritornò poi come nemico di Jason Rusch (il nuovo Firestorm). Quando Killer Frost scoprì che la coscienza di Raymond, il Firestorm precedente, esisteva all'interno di Rusch, il Pensatore sfruttò l'occasione di provocare un vecchio nemico. Dominando telepaticamente le menti di Multiplex e Typhoon, si batté contro Firestorm, infine costringendo la dissoluzione della persona di Ronald Raymond. Motivato dalle parole d'incoraggiamento finali del suo predecessore, Rusch dissolse gli incrementi nel cervello di Carmichael, lasciandolo in uno stato comatoso.
Durante la storia di Crisi infinita, Cliff comparve come membro della Società segreta dei supercriminali di Alexander Luthor Jr..
Con il rinnovamento della miniserie Suicide Squad del 2008-2009 da parte di John Ostrander, Cliff fu di nuovo associato alla Suicide Squad sotto la direzione di Amanda Waller. Fu rivelato che anche se Rusch rimosse l'incremento del cervello di Cliff, questi si riprese del tutto e continuò a servire come supporto tecnico e lacché per la Waller nelle sue operazioni con la Squad. Infine tradendo la Squad sotto la direzione de "Il Generale", Wade Eiling, Cliff sparò a King Faraday e sottomise la Waller nel mezzo di un'operazione. Faraday si riprese, sparò a Cliff tre volte e probabilmente lo uccise prima che la Waller si riprese e riacquistò il controllo della Squad.

### Des Connor
Des Connor era un criminale che utilizzava spesso il soprannome di Pensatore e affrontò Batman a Gotham City. Possedendo abilità telepatiche che gli permettevano di amplificare le paure degli altri, Connor cominciò una relazione di lavoro con l'ipnotista Marlon Dall. Le loro illusioni combinate fecero sì che i più prominenti cittadini della città commettessero vari crimini che utilizzarono come distrazione per le loro stesse rapine. Il Pensatore fu poi sconfitto da Batman, che era in qualche modo immune al suo potere.

### Intelligenza Artificiale
Quando la riformata Justice Society of America si stabilì nell'edificio presente a New York precedentemente posseduto da Wesley Dodds (alias il supereroe Sandman), Mister Terrific disegnò un sistema computerizzato basato sulla tecnologia del Cappello Pensante del primo Pensatore, e modellato sul suo cervello. Non molto sorprendentemente, il sistema sviluppò una coscienza e prese una "forma olografica" visuale. Come nuovo Pensatore, si unì alla moderna Società dell'Ingiustizia di Johnny Sorrow, fornendo ai criminali informazioni sui membri della JSA, e mettendo il loro stesso quartier generale contro di loro. Fu sconfitto dal secondo Star-Spangled Kid e scomparve nel cyberspazio. Ricomparve a Keystone City per battersi contro Wally West, il Flash corrente, nel tentativo di controllare ogni cervello di Keystone che potesse incrementare il suo potere. Sconfitto da Cyborg, si ritirò nuovamente nel cyberspazio. Da lì comparve brevemente in altri fumetti, e più recentemente in JSA Classified n. 5, alleandosi con l'ultima incarnazione della Società dell'Ingiustizia, al fianco dei suoi ex colleghi.
Durante la storia di Crisi Infinita, il Pensatore Artificiale era tra i criminali della Società segreta dei supercriminali di Alexander Luthor Jr..
Questa versione del Pensatore fu assunto come Alfiere del Re Bianco (Mister Terrific) in Checkmate vol. 2 n. 9.

## Altri media

### Cinema

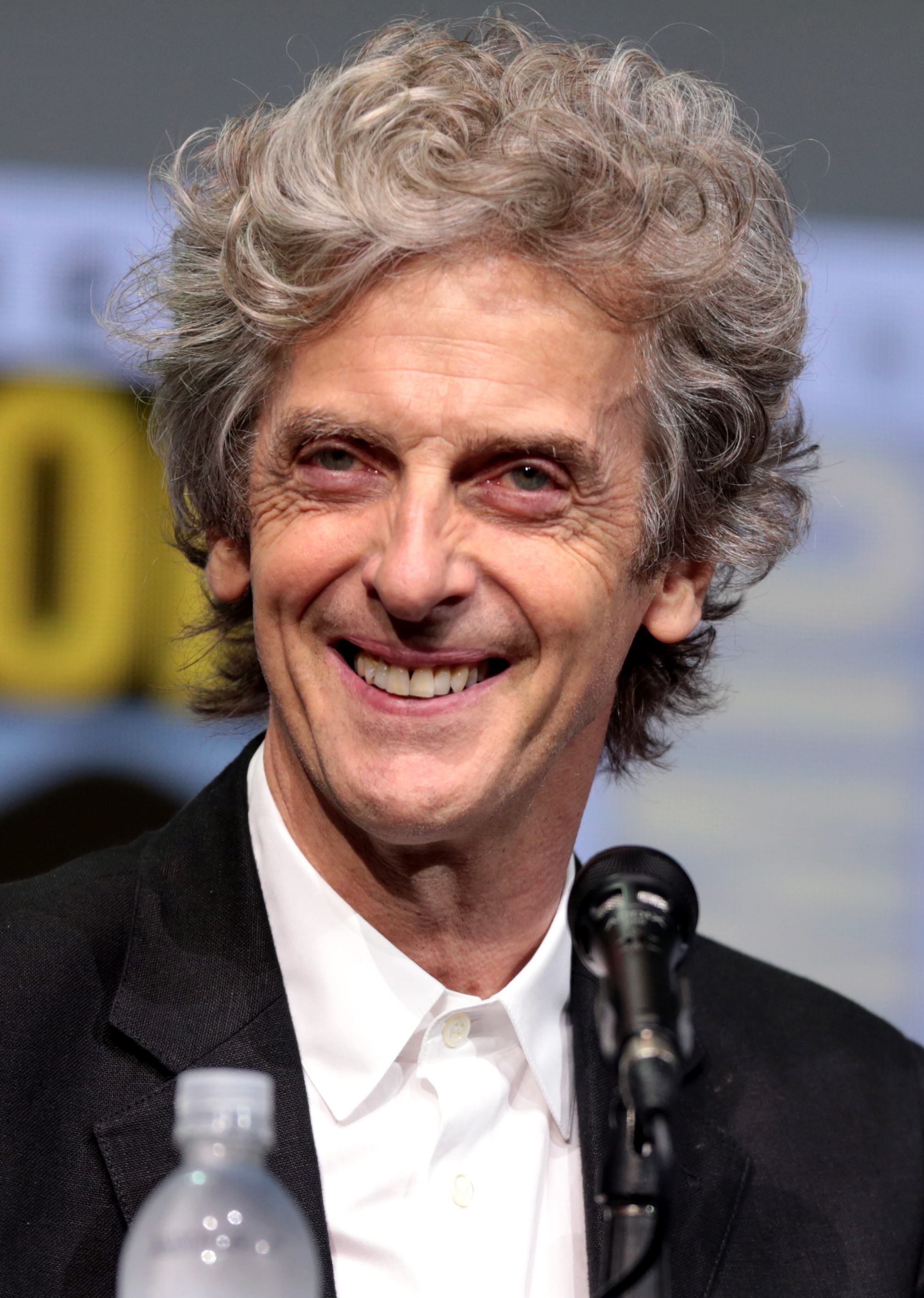
Peter Capaldi interpreta il Pensatore nel film The Suicide Squad - Missione suicida

Gaius Greves, alias Thinker, compare come uno dei due antagonisti principali nel film del DC Extended Universe The Suicide Squad - Missione suicida (2021), interpretato da Peter Capaldi. Nel film è uno scienziato pazzo scozzese e un genio del male dotato di poteri telepatici che viene assoldato dal governo americano per studiare sull'isola di Corto Maltese il micidiale alieno Starro, svolgendo per trent'anni terribili esperimenti su di lui e su diversi civili: quando il governo viene preso dallo spietato dittatore Silvio Luna egli riesce a mantenere la sua posizione, ma viene catturato nel bordello che generalmente frequenta dalla Squadra Suicida. Costretto a condurre il gruppo nella prigione in cui è custodito l'alieno, Grives rivela loro le sue origini ma viene interrotto quando il gruppo attiva prima del tempo gli esplosivi per distruggere la prigione: nella confusione Starro si libera e, afferrando Thinker, si vendica delle torture subite staccandogli brutalmente un braccio e una gamba e spappolandolo contro un muro.

### Animazione
- Nella serie animata Justice League Unlimited, il Pensatore è un membro della Società Segreta di Gorilla Grodd. Fece anche una comparsa come personaggio di sfondo nell'episodio "Flash, l'eroe".
- Il Pensatore fu uno dei personaggi comparsi nel n. 2 dell'adattamento in fumetto della serie animata Batman: The Brave and the Bold.
- Il Pensatore è presente anche nell'anime Suicide Squad Isekai.

### Televisione
- Neil Sandilands interpreta Clifford DeVoe/Pensatore, come antagonista principale nella quarta stagione della serie CW The Flash.

1. ↑  Il termine volume è usato in lingua inglese, in questo contesto, per indicare le serie, pertanto Vol. 1 sta per prima serie, Vol. 2 per seconda serie e così via.